# Odontopharynx longicaudata
Odontopharynx longicaudata är en rundmaskart. Odontopharynx longicaudata ingår i släktet Odontopharynx och familjen Odontopharyngidae. Inga underarter finns listade i Catalogue of Life.